# Axel Jacobson (jurist)
Axel Leonard Johannes Jacobson, född 2 juli 1879 i Nyköping, död 22 juni 1937, var en svensk jurist. 
Jacobson, som var son till bankkassör Viktor Jacobson och Elisabet Axelsson, avlade hovrättsexamen i Uppsala 1902. Han blev länsassessor i Östergötlands län 1924 och var landssekreterare i Gävleborgs län från 1933.